# Cymbopetalum
Cymbopetalum é um género botânico pertencente à família Annonaceae.